# 점검

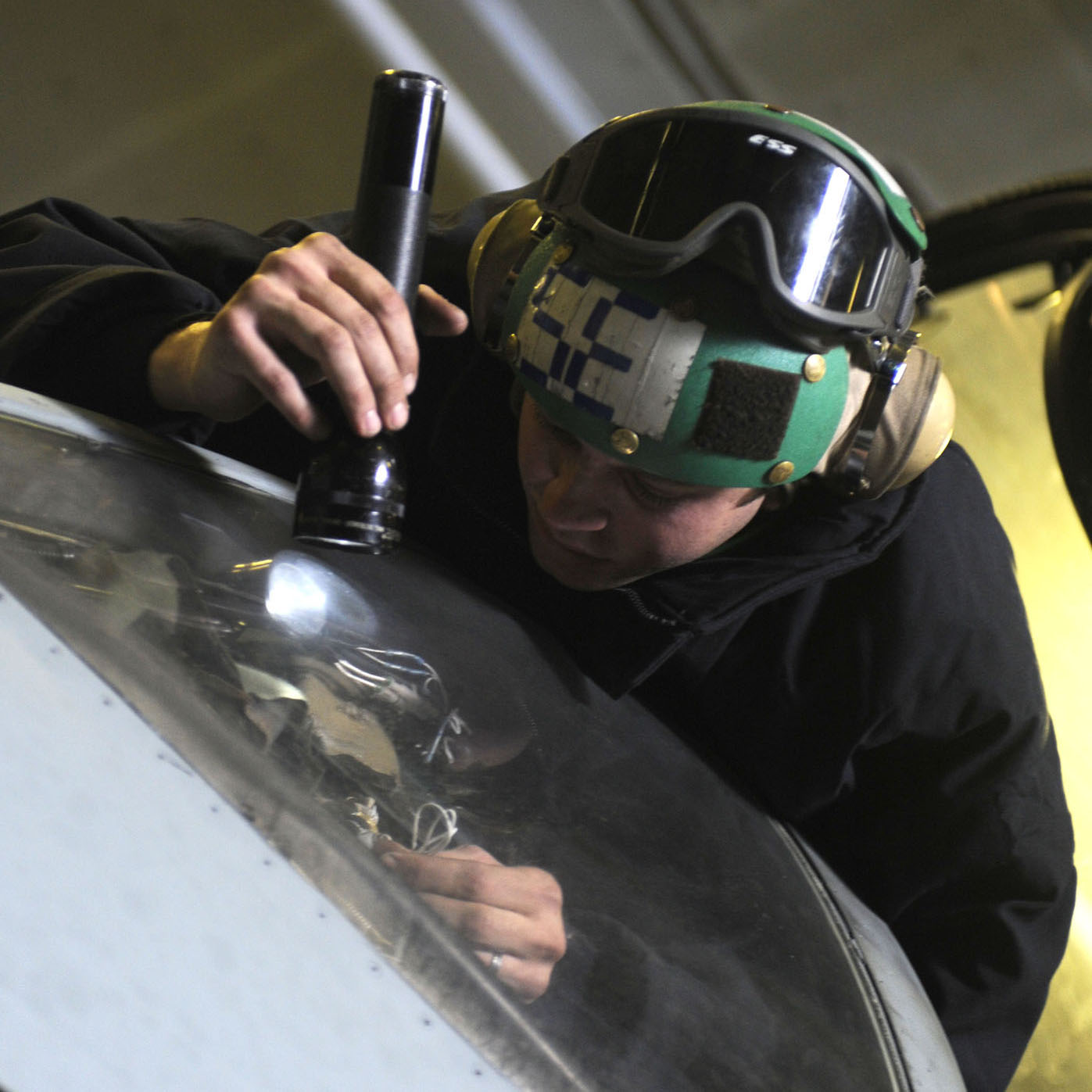
미국 해군 항공기 전자 장비를 점검하고 있다.

점검(點檢)은 시설물의 물리적, 기능적, 환경적 상황에 이상에 발생한 것을 찾아내어 신속하고도 적절한 조치를 취하고자 실시하는 조사이다. 일상점검과 정기점검, 일반점검과 정밀점검, 긴급점검 등이 있다.

## 임검
임검(臨檢)은 선박을 나포(拿捕)한 때에 나포 이유의 유무를 확인하기 위하여 선박서류를 검사하는 것이다. 수상한 선박을 발견하였을 때에 정선을 명한 다음 임검을 한다.

## 같이 보기
- 이슈 추적 시스템
- 리뷰 (용어)